# Лобжуа, Шарлотта

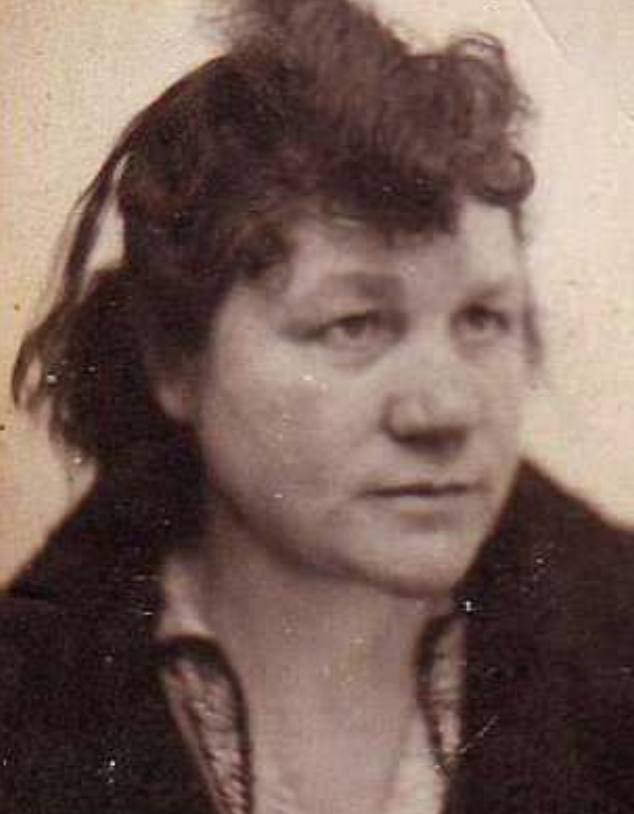
Шарлотта Лобжуа, фото 1947 года

Шарлотта Эдокси Алида Лобжуа (фр. Charlotte Eudoxie Alida Lobjoie; 14 мая 1898, Себонкур — 13 сентября 1951, Париж) — француженка, предполагаемая любовница Адольфа Гитлера во время Первой мировой войны. По утверждению немецкого историка Вернера Мазера, родила от Адольфа во Франции внебрачного сына Жана-Мари Лоре́ (1918—1985).

## Биография
Шарлотта Лобжуа родилась в деревне Себонкур на северной части Франции. Её отец — Луи Жозеф Альфред Лобжуа, работал мясником, а мать — Флёр Филомен Лобжуа. Изучала немецкий язык и воспитана была в духе атеизма.

## Связь с Гитлером
Впервые она встретилась с Адольфом Гитлером у друзей её родственников в апреле 1916 года.
Шарлотта Лобжуа скончалась в 1951 году, перед смертью рассказав сыну, кто его отец.